# Gregory Haughton
Gregory Haughton (ur. 10 listopada 1973) – jamajski lekkoatleta, sprinter, wielokrotny medalista igrzysk olimpijskich i Mistrzostw Świata.
Jego sukcesy w startach indywidualnych związane są ze startami w biegu na 400 metrów:
- brąz podczas Mistrzostw Świata w Lekkoatletyce (Göteborg 1995)
- złoto podczas Igrzysk Panamerykańskich (Winnipeg 1999)
- brązowy medal na Letnich Igrzyskach Olimpijskich (Sydney 2000)
- brąz podczas Mistrzostw Świata w Lekkoatletyce (Edmonton 2001).

Jeszcze więcej medali zdobył jako członek jamajskiej sztafety 4 x 400 metrów:
- złoto na Mistrzostwach Świata Juniorów w Lekkoatletyce (Seul 1992)
- srebro podczas Mistrzostw Świata w Lekkoatletyce (Göteborg 1995)
- brązowy medal na Letnich Igrzyskach Olimpijskich (Atlanta 1996)
- srebro na Halowych Mistrzostwach Świata w Lekkoatletyce (Paryż 1997)
- brąz podczas Mistrzostw Świata w Lekkoatletyce (Ateny 1997)
- złoto na Igrzyskach Wspólnoty Narodów (Kuala Lumpur 1998)
- złoto podczas Igrzysk Panamerykańskich (Winnipeg 1999)
- srebro podczas Mistrzostw Świata w Lekkoatletyce (Sewilla 1999) - po dyskwalifikacji pierwszych na mecie Amerykanów
- srebrny medal na Letnich Igrzyskach Olimpijskich (Sydney 2000) - po dyskwalifikacji pierwszych na mecie Amerykanów
- brąz podczas Mistrzostw Świata w Lekkoatletyce (Edmonton 2001)
- złoto na Halowych Mistrzostwach Świata w Lekkoatletyce (Budapeszt 2004).

## Rekordy życiowe
- bieg na 200 m - 20.64 (1996)
- bieg na 400 m - 44.56 (1995)
- bieg na 400 m (hala) - 45.66 (1995)